# Fenway–Kenmore
Fenway–Kenmore ist ein Stadtteil (Neighborhood) von Boston im Bundesstaat Massachusetts der Vereinigten Staaten. Die Stadt verwaltet das Gebiet als einen einzigen Stadtteil, obwohl er sich aus den weitgehend eigenständigen Bereichen West- und East Fenway/Symphony für den Teil Fenway sowie Audubon Circle und Kenmore Square für den Teil Kenmore zusammensetzt.
Fenway wurde nach dem gleichnamigen Parkway benannt, der von Frederick Law Olmsted angelegt wurde. Gemäß dem United States Census 2010 wohnten zu diesem Zeitpunkt 40.898 Menschen im Stadtteil. Die Landfläche wurde im Jahr 2000 mit 1,24 mi² (3,21 km²) angegeben.

## Geografie

### Ausdehnung des Stadtgebiets

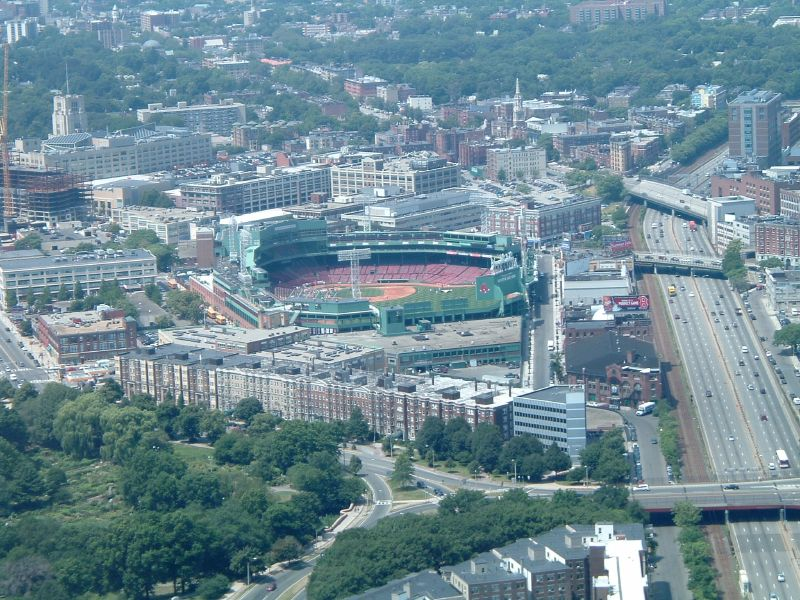
Diese Luftaufnahme von West Fenway und Kenmore zeigt die Back Bay Fens (unten links), den Fenway Park (Mitte) und eine Ecke des Kenmore Square (rechts).

Fenway wird im Südwesten vom Stadtteil Mission Hill, im Südosten durch die Columbus Avenue, im Osten durch die Massachusetts Avenue, im Norden durch den Massachusetts Turnpike und im Westen durch die Longwood Medical and Academic Area sowie durch Brookline begrenzt. Die Back Bay Fens liegen im Zentrum des Stadtteils.
Der Stadtteil besteht fast ausschließlich aus fünf- bis sechsstöckigen Apartmenthäusern, die zwischen 1880 und 1930 errichtet wurden. Es gibt nur wenige Läden, die sich über das Straßenbild verteilen. Fenway wird vom Stadtteil Back Bay durch den Muddy River getrennt, der durch die Back Bay Fens in den Charles River fließt.
Kenmore befindet sich nördlich und westlich von Fenway und unterscheidet sich davon nicht stark. Der Fenway Park befindet sich tatsächlich in Kenmore, gleich auf der anderen Seite des Massachusetts Turnpike vom Kenmore Square aus gesehen. In Kenmore wohnen viele Studenten der nahe gelegenen Boston University und der Northeastern University. In den zurückliegenden 20 Jahren wurde beinahe jedes Wohngebäude in Kenmore von der Boston University aufgekauft und in Studentenwohnheime umgewandelt, insbesondere im Bereich des Audubon Circle zwischen der Beacon Street und der Commonwealth Avenue.

## Geschichte

### Historische Entwicklung

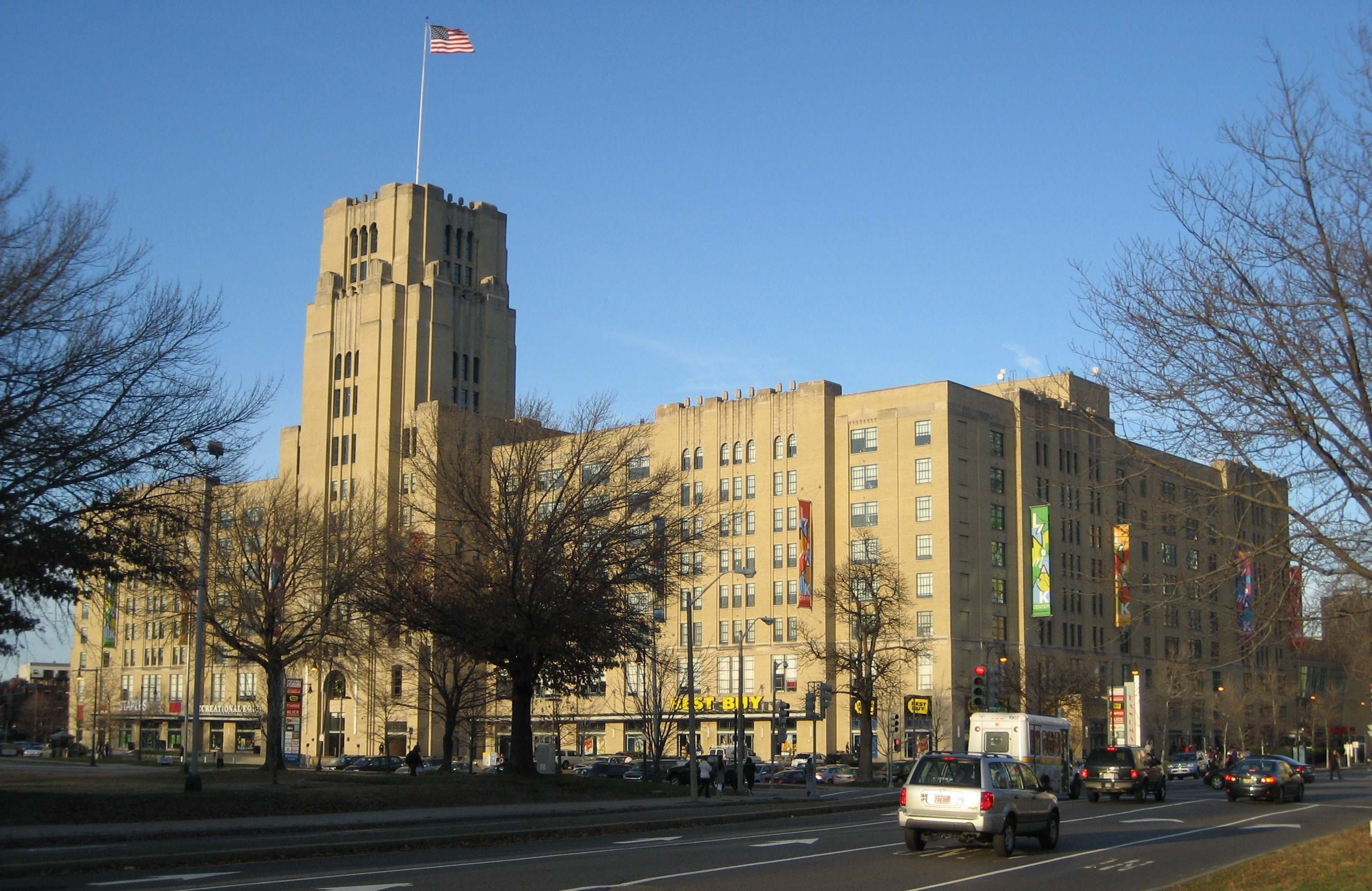
Das Landmark Center war früher ein Postzentrum und Lagerhaus des Unternehmens Sears.

Der Stadtteil befindet sich auf Land, das zum einen durch Annexion vom benachbarten Brookline in den 1870er Jahren und zum anderen durch Landaufschüttung in Verbindung mit der Einrichtung des Emerald Necklace durch Frederick Law Olmsted in den 1890er Jahren gewonnen wurde.
Im Planungsstadium ging man davon aus, dass die Häuser, die entlang des Fenway errichtet werden sollten, sehr wohlhabende Bewohner beherbergen würden und dass der gesamte Stadtteil ausschließlich wohlhabende und hochgebildete Personen anziehen würde. Mit dem Anstieg der Grundstückspreise jedoch kamen anstelle der wohlhabenden Bürger Bildungsinstitutionen an den Fenway. Um 1907 gab es bereits 22 Institute am Fenway, darunter neun Colleges und Universitäten.
Neu errichtete Wohnhäuser mussten die Gestaltung und das Aussehen ihrer Vorderseite von einem besonderen Gremium der Verwaltung genehmigen lassen, damit ein „armselig aussehendes Gebäude nicht den Wert des gesamten Stadtteils vermindert“. Das Gremium konnte nach eigenem Ermessen entscheiden, ob ein Gebäude zum angestrebten Stadtbild passte oder nicht. Man erhoffte sich dadurch eine Verbesserung des optischen Erscheinungsbilds im Vergleich zu benachbarten Straßenzügen.
In den letzten Jahren wurde die Entwicklung in Fenway wesentlich durch die Immobiliengesellschaft Samuels and Associates vorangetrieben. Zu den neuesten Projekten gehören die Renovierung des Landmark Center, der Bau des Hotel Commonwealth auf dem Grundstück der ehemaligen Rathskeller Bar und die Errichtung des 17-stöckigen Apartmentgebäudes Trilogy an der Brookline Avenue und Boylston Street. Ein zweites Apartmenthochhaus an der Adresse 1330 Boylston Street wurde 2008 fertiggestellt und verfügt über 210 Apartments sowie 7.897 m² Bürofläche. In dem Gebäude befindet sich außerdem der neue Unternehmenssitz von Fenway Health.

### Straßenbezeichnungen

Ursprünglicher Plan des Emerald Necklace aus dem Jahr 1894.

In West Fenway gibt es drei Straßen, die nach schottischen Städten aus den literarischen Werken von Robert Burns benannt wurden: Peterborough, Kilmarnock und Queensbury. Der Ursprung dieser Namensgebung geht auf die Robert Burns (literary) Society zurück, die während einer Entscheidungsfindung der Stadt Boston im Hinblick auf eine angestrebte Vereinfachung des ursprünglichen vom Büro von Frederick Law Olmsted entworfenen Plans des Stadtteils (vgl. Abbildung) starken Einfluss auf die Verantwortlichen ausübte. Dieser Plan sah eigentlich vor, die Systematik zur Benennung der Straßen vom Stadtteil Back Bay, wo sie alphabetisch sortiert sind, zu übernehmen. Entsprechend sollten die Fortführungen der Straßen ab der Hereford Street Ipswich, Jersey, Kenyon (Kilmarnock), Lansdowne, Mornington, Nottingham, Onslow, Peterborough, Queensbury, Roseberry, Salisbury, Thurlow, Uxbridge, Vivian, Westmeath (Wellesley), X omitted, York und Zetland heißen.
Die Parkways Fenway und Park Drive, die rund um die Back Bay Fens führen, wurden nach Parks aus dem System des Emerald Necklace benannt. Weitere Straßen in Fenway tragen Namen von Institutionen oder Persönlichkeiten, die sich um den Stadtteil verdient gemacht haben: Palace Road, Forsyth Way, Evans Way, Forsyth Street, Hemenway Street, Agassiz Road (benannt nach Ida Agassiz), Yawkey Way, Symphony Road, St. Stephens Street, Opera Place und Speare Place.

### Einwohnerentwicklung
Gemäß dem United States Census 2010 lebten im Jahr 2010 in Fenway-Kenmore 40.989 Personen. Davon waren 65,6 % Weiße, 17,7 % Asiaten, 8,0 % Hispanics bzw. Latinos und 5,5 % Afroamerikaner.
Im Distrikt East Fenway leben viele Studenten, da dieser Bereich nahe an den Colleges und Universitäten liegt. In West Fenway hingegen leben vorwiegend junge Familien und hoch qualifizierte Arbeitskräfte. Rund um den Kenmore Square gibt es viele Unternehmen, aber auch Studentenwohnungen der Boston University.

## Kultur und Sehenswürdigkeiten

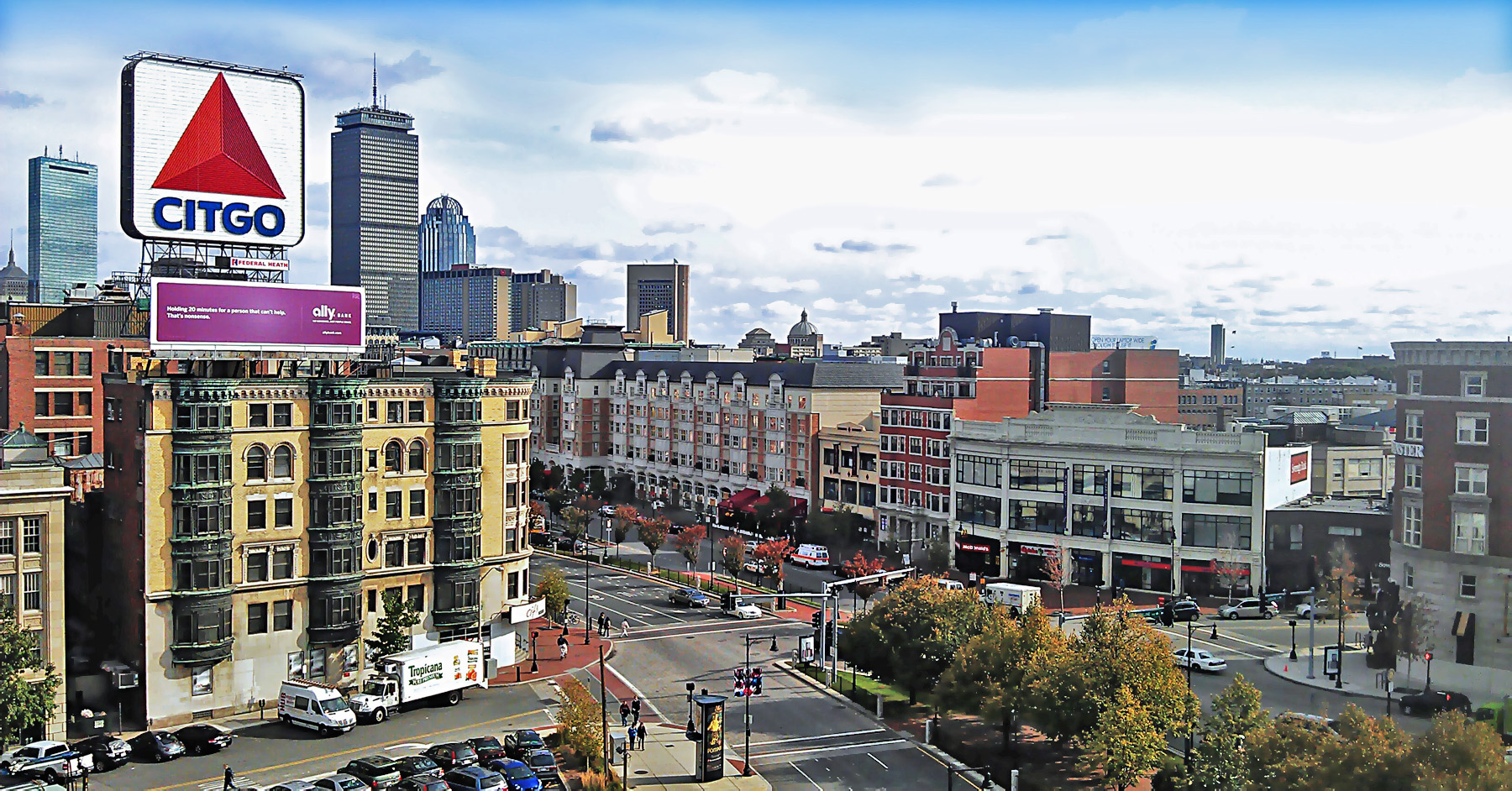
Der Bostoner Kenmore Square mit dem weithin sichtbaren Citgo-Symbol.

Sehenswert ist insbesondere der Kenmore Square mit seinen bekannten Wahrzeichen (vgl. Foto).
Museen
In Fenway-Kenmore können das Isabella Stewart Gardner Museum sowie das Museum of Fine Arts, Boston besichtigt werden.
Bauwerke
Über Fenway-Kenmore hinaus bekannt ist die Holy Trinity Orthodox Cathedral an der Adresse 165 Park Drive.
Sport
Im Stadtteil befindet sich der Fenway Park.

## Wirtschaft und Infrastruktur

### Verkehr

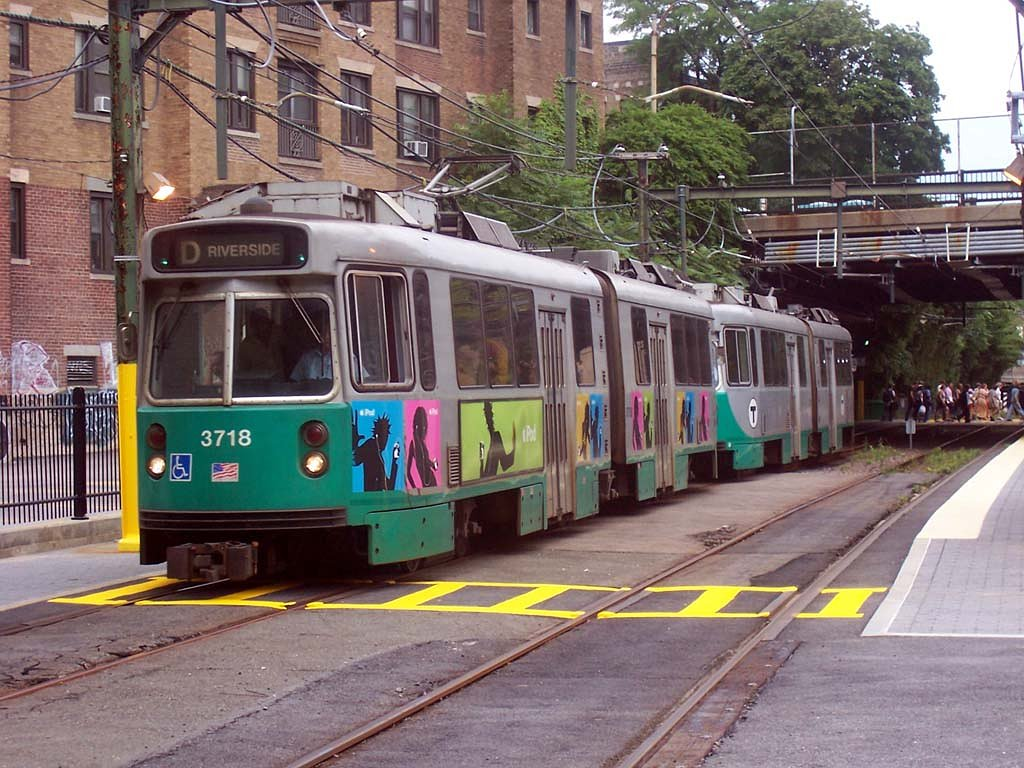
Ein Fahrzeug der Green Line an der Fenway Station.

Der Stadtteil ist an den ÖPNV über die Station Ruggles an die Orange Line der MBTA angeschlossen. Außerdem halten die verschiedenen Linien der Green Line an den folgenden Haltestellen:
- Kenmore – Linien B, C und D
- Fenway – Linie D
- St. Mary’s Street – Linie C
- Symphony – Linie E
- Northeastern – Linie E
- Museum of Fine Arts – Linie E

Die Yawkey Station der Pendlerzugstrecke Framingham-Worcester befindet sich in der Nähe des Fenway Park und Kenmore Square und bietet Pendlern während der Hauptverkehrszeiten weitere Möglichkeiten. Im Stadtteil halten auch diverse Buslinien der MBTA, die Fenway-Kenmore an das Stadtzentrum sowie die benachbarten Städte anbinden.
Um die Back Bay Fens herum führen der Fenway und der Park Drive. Die Boylston Street ist eine wichtige Ost-West-Verbindung, ebenso wie die Beacon Street und die Commonwealth Avenue, die sich am Kenmore Square kreuzen. An der Südgrenze des Stadtteils verläuft die Huntington Avenue, an der Ostseite die Massachusetts Avenue. Obwohl der Massachusetts Turnpike durch Fenway-Kenmore verläuft, gibt es keinen direkten Zugang zu der Straße im Stadtteil.

### Bildung
Die folgenden Bildungseinrichtungen befinden sich auf dem Gebiet des Stadtteils (aufgelistet in alphabetischer Reihenfolge):
- The Art Institute of Boston
- Berklee College of Music
- Boston Conservatory
- Teile der Boston University
- Emmanuel College
- The Forsyth Institute
- Teile der Harvard Medical School
- Massachusetts College of Art
- Massachusetts College of Pharmacy and Health Sciences
- New England Conservatory
- New England School of Photography
- Northeastern University
- Simmons College
- Wentworth Institute of Technology
- Wheelock College